# Phylloptera socia
Phylloptera socia är en insektsart som beskrevs av Brunner von Wattenwyl 1891. Phylloptera socia ingår i släktet Phylloptera och familjen vårtbitare. Inga underarter finns listade i Catalogue of Life.